# Pasaporte austriaco
El pasaporte austriaco (en alemán: Österreichischer Reisepass, pronunciado /ˈøːstəʁaɪ̯çɪʃ ˈʁaɪ̯zəˌpas/ⓘ) es expedido a los ciudadanos de Austria para facilitar los viajes internacionales. Todo ciudadano austriaco es también ciudadano de la Unión Europea. El pasaporte, junto con la tarjeta de identidad nacional, permite la libre circulación y residencia en cualquiera de los estados del Espacio Económico Europeo y Suiza.

## Diseño
Los pasaportes austríacos son del mismo color borgoña que otros pasaportes de la Unión Europea (con excepción del croata), y con el escudo de armas de Austria blasonado en el centro de la portada. Las palabras "EUROPÄISCHE UNION" (español: Unión Europea) y "REPUBLIK ÖSTERREICH" (español: República de Austria) están inscritas por encima del escudo de armas y la palabra "REISEPASS" (español: pasaporte). Los pasaportes austríacos tienen el símbolo biométrico estándar en la parte inferior y utilizan el diseño estándar de la UE. Cada página del pasaporte muestra el escudo de armas de un estado austríaco diferente en el fondo.

### Diferentes ortografías del mismo nombre dentro del mismo documento
Los nombres alemanes que contienen umlauts (ä, ö, ü) y/o ß están escritos de manera correcta en la zona no legible por máquina del pasaporte, pero con vocal simple + E y / o SS en la zona legible por máquina, p.ej Müller se convierte en MUELLER, Groß se convierte en GROSS y Gößmann se convierte en GOESSMANN.
La transcripción mencionada anteriormente se utiliza generalmente para billetes de avión, etc., pero a veces (como en las visas de los Estados Unidos) también se usan vocales simples (MULLER, GOSSMANN). Las tres posibles variantes ortográficas del mismo nombre (por ejemplo, Müller / Mueller / Muller) en documentos diferentes a veces conducen a confusión, y el uso de dos ortografías diferentes en el mismo documento (como en el pasaporte) puede dar a las personas que no están familiarizadas con el Ortografía alemana la impresión de que el documento es una falsificación.
El pasaporte austriaco puede (pero no siempre) contener una nota en alemán, inglés y francés que AE / OE / UE / SS son las transcripciones comunes para Ä / Ö / Ü / ß.

## Requerimientos de visado

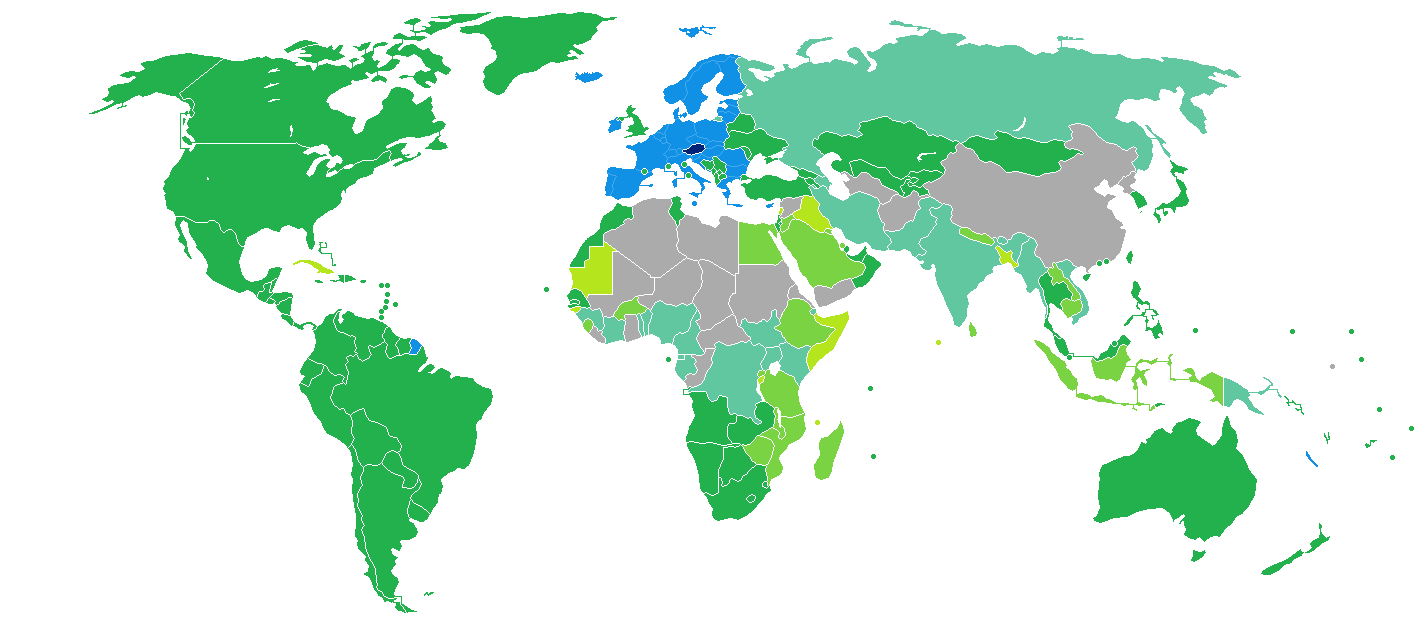
Requisitos de visado para ciudadanos austriacos
Austria
Libre movimiento (Espacio Schengen)
No requiere visa
Visa a la llegada
eVisa
Visa disponible tanto a la llegada como en línea
Se requiere visa antes de la llegada

Los requisitos de visado para los ciudadanos austriacos son las restricciones administrativas de entrada por parte de las autoridades de otros Estados a los ciudadanos de Austria. En 2016, los ciudadanos austriacos tenían acceso a visa o visa a su llegada a 173 países y territorios, clasificando el pasaporte austriaco en el quinto lugar del mundo, según el Índice de restricciones de Visa.

## Segundo pasaporte
Austria permite a sus ciudadanos tener un segundo pasaporte austríaco para eludir ciertas restricciones de viaje (por ejemplo, algunos países árabes no permiten la entrada con sellos del Estado de Israel, por ejemplo, Baréin, Kurdistán iraquí [no el resto de Irak], Omán, Mauritania, Túnez y Emiratos Árabes Unidos).
La posesión de un pasaporte austríaco y de un pasaporte extranjero al mismo tiempo, es decir, la doble nacionalidad, está restringida por la actual ley de nacionalidad austriaca.

## Historia
Antes de que Austria se convirtiera en un Estado miembro de la Unión Europea, los pasaportes tenían una cubierta de color verde oscuro.